# Ku... jak kucharz
Ku... jak kucharz (ang. The F-Word, 2005 – 2010) – brytyjski serial dokumentalny dotyczący gotowania, prowadzony przez Gordona Ramsaya. W Wielkiej Brytanii nadawany przez Channel 4, a w Polsce przez BBC Lifestyle.
Początkowa muzyka pochodzi z singla o nazwie The F-Word grupy Babybird z 2000 roku.